# Laulasmaa
Laulasmaa är en by i nordvästra Estland. Den ligger i Lääne-Harju kommun (före kommunreformen 2017 i Keila kommun) och i landskapet Harjumaa, 30 km väster om huvudstaden Tallinn. Antalet invånare är 627.
Laulasmaa ligger på Estlands nordkust mot Finska viken. Byn ligger vid viken Lahepere laht, söder om udden och byn Lohusalu och norr om stationssamhället Kloogaranna. Runt Laulasmaa är det glesbefolkat, med 20 invånare per kvadratkilometer. Närmaste stad är Keila, 13 km sydost om Laulasmaa. 
En herrgård, Laulasmaa mõis (tyska: Laulasma), uppfördes på platsen år 1787.  Den är idag riven.